# Stazione di Minami-Funabashi
La stazione di Minami-Funabashi (南船橋駅?, Minami-Funabashi-eki) è una stazione ferroviaria di Funabashi, città della prefettura di Chiba, in Giappone. La stazione è servita dalla linea Keiyō della JR East.

## Linee e servizi
East Japan Railway Company
■ Linea Keiyō
■ Linea Musashino (servizio diretto)

## Struttura
La stazione è dotata di due marciapiedi a isola centrale con quattro binari passanti su viadotto.
| 1   | ■ Linea Keiyō     | per Kaihin-Makuhari e Soga                         |
| 2-3 | ■ Linea Musashino | per Nishi-Funabashi, Shin-Matsudo e Fuchū-Honmachi |
| 4   | ■ Linea Keiyō     | per Maihama, Shin-Kiba e Tokyo                     |
| 4   | ■ Linea Musashino | per Nishi-Funabashi, Shin-Matsudo e Fuchū-Honmachi |

## Stazioni adiacenti
| «                             | Servizio        | »               |
| Linea Keiyō                   | Linea Keiyō     | Linea Keiyō     |
| ----------------------------- | --------------- | --------------- |
| Futamata-Shinmachi            | Locale          | Shin-Narashino  |
| Shin-Urayasu                  | Rapido          | Kaihin-Makuhari |
| Il Rapido Pendolari non ferma |                 |                 |
| Linea Musashino               |                 |                 |
| Nishi-Funabashi               | Locale Shimousa | Shin-Narashino  |